# 石川県道22号金沢小松線
石川県道22号金沢小松線（いしかわけんどう22ごう かなざわこまつせん）は、石川県金沢市から小松市を結ぶ主要地方道（石川県道）である。

## 概要
起点の金沢市有松交差点から、南大通りで南に進み、同市高尾1丁目交差点へ至る。また、新道にあたる、金沢市鈴見交差点起点の区間は、山側環状で同市田上町から崎浦・涌波トンネル、大桑IC、野田トンネル、長坂台、山科を経て、高尾1丁目交差点に至り、現道部と合流する。高尾1丁目交差点からは南下しながら、同市高尾南、額谷を経る。同市四十万付近でゆるやかに南西へ向きを変え、野々市市を経て、白山市に入る。白山市木津交差点で加賀産業開発道路を直進し川北大橋を経由する新道区間と加賀産業開発道路を離れ辰口橋を経由する旧道部に分かれる。新道部はそのまま加賀産業開発道路を直進し、漆島南交差点より川北町に入る。川北大橋にて手取川を渡り、能美市に入り、さらに南西に進んで、能美市辰口地区の青山交差点（辰口丘陵公園前）に至る。旧道部は加賀産業開発道路を離れ、左に折れて南下する。白山市木津交差点より南下した後、同市行町（あるきまち）交差点で西に折れ、同市安吉交差点まで石川県道58号鶴来美川インター線と重複する。安吉交差点で南に折れ、川北町に入る。同町草深、下先出地区を経て、辰口橋で手取川を渡り、能美市内に入る。同市三ツ屋交差点で西に折れ数百メートル先の倉重交差点で南に折れる区間は石川県道4号小松鶴来線と重複、辰口温泉街を経て、同市青山交差点で加賀産業道路に戻る。新道部と合流後は、青山交差点から南西に進み、いしかわ動物園前を経て、小松市に入り、小松市東部の丘陵部に沿ってさらに南西方向へ進み、八幡ICで、国道8号と重複する。東山インターで国道8号と別れ、西に進み、終点の北浅井交差点に至る。
金沢市南東部、野々市市南部、白山市山島地区、能美市辰口地区、小松市南東部などを結び、沿線には、新興住宅団地や工業団地が多い。また、能美市沿道には、辰口温泉や辰口丘陵公園、いしかわ動物園などの観光施設もある。
金沢市内の山側環状区間と手取川を渡った能美市以南の加賀産業開発道路は、辰口丘陵などの丘陵地を通るため坂道が多い。対して、野々市市、白山市、川北町の区間は、田園地帯を通り平坦である。
山側環状、南大通り、加賀産業開発道路にあたる区間は、すべて中央分離帯のある片側2車線に整備されている。そのため、国道8号の裏道として使われることが多い。途中の川北大橋は無料化になるまで、1つ下流にある湯屋交差点経由で辰口橋に迂回する車も多く見られた。
対して、加賀産業道路の旧道のような存在になる、白山市木津交差点から能美市青山交差点間は片側1車線の対面通行になっている。とくに、能美市辰口温泉付近は大型車のすれ違いが難しいような道幅になっており、バス専用の○と×の信号が設置され、大型バス同士のすれ違いができるようになっている（注・現在は辰口温泉付近の無電柱化に伴い運用されていない）。

### 路線データ
- 起点：金沢市有松一丁目266番地先（有松交差点、国道157号交点）[1]
- 終点：石川県小松市北浅井町乙71番1地先（北浅井交差点、国道305号、石川県道4号小松鶴来線交点）

## 歴史
- 1963年：能美郡辰口町が産業道路の建設を石川県に陳情。
- 1971年7月2日：加賀産業開発道路の計画案がまとまる。
- 1971年11月20日：辰口町和気地内で加賀産業開発道路の起工式が行われる。
- 1972年3月21日:「金沢小松線」として認定。
- 1972年10月1日：川北大橋の工事に着手。
- 1975年4月1日：川北大橋有料道路開通。暫定2車線（片側1車線）で整備。
- 1975年6月：石川郡野々市町新庄 - 松任市木津町の2.2 kmが開通。
- 1975年10月：辰口町三ツ口 - 下徳山（現・辰口丘陵公園前の青山交差点）の3kmおよび下徳山（和気交差点から金沢寄りにある立体交差付近） - 小松市上八里1.1 kmが開通。
- 1978年4月22日：辰口町下徳山地内の未開通区間（青山交差点〜立体交差間）の開通によって、野々市町新庄 - 小松市上八里町間が開通。
- 1979年8月：小松市上八里町 - 同市軽海間3.8 km開通および金沢市四十万の北陸鉄道石川線との立体交差化が完成。
- 1980年9月14日：北陸鉄道能美線の廃止に伴い、辰口町岩内の踏切が解消。
- 1981年5月：金沢市内の有松、高尾地内が開通。
  - 金沢市有松交差点から同市高尾1丁目交差点までの通称「南大通り」と呼ばれる区間が開通する前は、有松交差点から国道157号を西に進み、久安交差点で南に折れて、金沢市久安、三馬地区を経て、現在の山側環状高尾北交差点付近に交わる経路だった。
- 1982年6月：金沢市有松 - 上有松間が開通。
- 1986年6月：北陸鉄道小松線の廃止に伴い、小松市軽海の踏切が解消。
- 1986年11月：小松市軽海町 - 八幡IC間の1.8 kmが開通。国道8号小松バイパスに接続。
- 1988年12月：辰口町岩内で加賀産業開発道路の4車線化工事に着手。
- 1989年3月：金沢市久安地内の街路事業が完成し、加賀産業開発道路全線開通。
- 1990年度：川北大橋有料道路料金所の24時間運用化。
- 1993年（平成5年）5月11日 - 建設省から、県道金沢小松線が金沢小松線として主要地方道に指定される[2]。
- 1993年12月15日：川北大橋有料道路の4車線化工事着工。
- 1996年12月9日：川北大橋有料道路の4車線化工事完成。
- 2006年4月15日：金沢外環状道路山側幹線（通称「山側環状」）の全線開通に伴い、山側環状の金沢市鈴見交差点から同市高尾1丁目交差点までの区間も県道22号に認定。なお、石川県道22号のうち、山側環状にあたる区間は、金沢市鈴見交差点 - 高尾台1丁目交差点 - 白山市安養寺北交差点である。
- 2008年4月1日：国道416号の指定だった小松市東山町交差点（国道8号小松バイパス東山IC）から北浅井交差点も、県道22号に認定。
- 2012年3月30日：能美市道の指定だった能美市湯屋交差点（加賀産業道路）から三ツ屋交差点が県道22号に認定。
- 2012年12月25日：小松市軽海町 - 八幡IC間の1.7 kmが4車線供用を開始し[3]、加賀産業開発道路4車線化事業が全線で完了する[4]。
- 2013年3月31日：正午に、川北大橋有料道路が無料化。

## 路線状況

### 別名
- 泉が丘通り（金沢市）
- 南大通り（金沢市）
- 山側環状（金沢市）

### 重複区間

#### 現道
- 金沢外環状道路山側幹線（通称「山側環状」）（金沢市高尾1丁目交差点 - 白山市安養寺北交差点）
- 石川県道45号金沢鶴来線（金沢市窪3丁目交差点 - 金沢市四十万町東交差点）
- 石川県道58号鶴来美川インター線（白山市行町交差点 - 白山市安吉交差点）
- 石川県道103号鶴来水島美川線（能美郡川北町草深南交差点 - 能美郡川北町下先出交差点）
- 石川県道4号小松鶴来線（能美市三ツ屋交差点 - 能美市倉重交差点）
- 石川県道111号大野八幡線（小松市八幡温泉東交差点 - 小松市八幡IC）
- 国道8号（小松市八幡IC - 小松市東山IC）

#### 新道
- 金沢外環状道路山側幹線（通称「山側環状」）（金沢市鈴見交差点 - 金沢市高尾1丁目交差点）
- 石川県道27号金沢井波線（金沢市鈴見交差点 - 金沢市もりの里1丁目交差点）

### 交差する道路

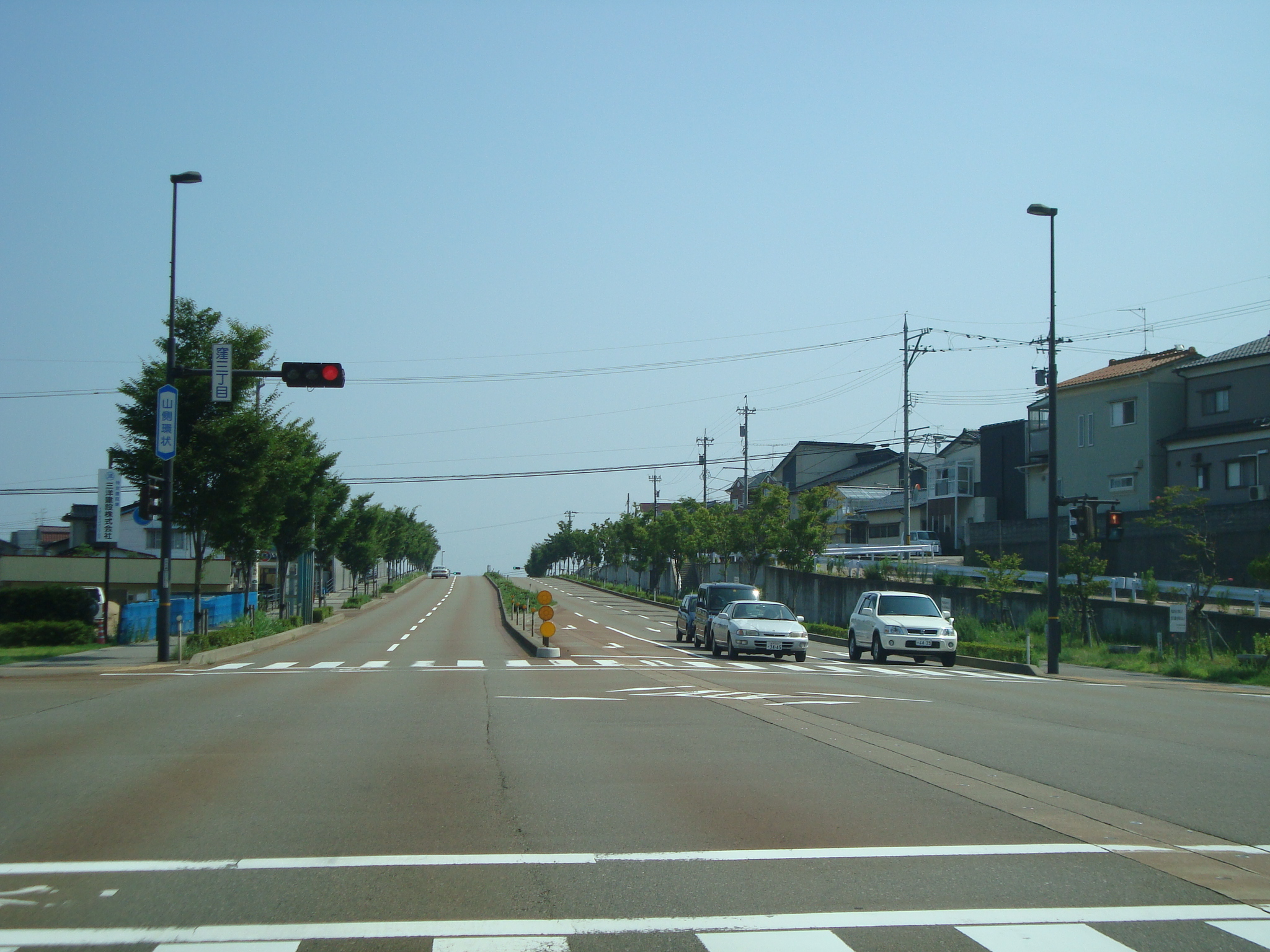
金沢市窪付近（山側環状）

## 地理

### 通過する自治体
- 金沢市
- 野々市市
- 白山市
- 能美郡川北町
- 能美市
- 小松市

### 現道
- 国道157号（金沢市有松1丁目・有松交差点、起点）
- 石川県道193号窪野々市線（金沢市窪7丁目・窪7丁目交差点）
- 石川県道189号額谷三浦線（金沢市光が丘3丁目・額谷町交差点）
- 石川県道45号金沢鶴来線（金沢市四十万町・四十万町東交差点）
- 石川県道179号野々市鶴来線（野々市市新庄3丁目・新庄交差点）
- 国道157号（鶴来バイパス）（白山市安養寺・安養寺北交差点）
- 石川県道8号松任宇ノ気線（白山市木津町・木津交差点）
- 石川県道58号鶴来美川インター線・石川県道105号松任鶴来線（白山市行町・行町交差点）
- 石川県道188号三反田松任線（白山市向島町・向島町西交差点）
- 石川県道58号鶴来美川インター線・石川県道174号安吉松任線（白山市安吉町・安吉交差点）
- 石川県道103号鶴来水島美川線（能美郡川北町土室・草深南交差点）
- 石川県道103号鶴来水島美川線・石川県道176号草深木呂場美川線（川北町壱ツ屋・下先出交差点）
- 石川県道4号小松鶴来線（能美市三ツ屋町・三ツ屋交差点）
- 石川県道4号小松鶴来線（能美市倉重町・倉重交差点）
- 石川県道54号寺畠小松線（小松市上八里町・上八里町交差点）
- 石川県道165号金平寺井線（小松市河田町・河田南交差点）
- 国道360号（小松市軽海町・軽海西交差点）
- 石川県道111号大野八幡線（小松市八幡町・八幡温泉東交差点）
- 国道8号（小松バイパス）・石川県道111号大野八幡線（小松市八幡町・八幡IC）
- 国道8号（小松バイパス）（小松市東山町・東山IC）
- 国道416号（小松市東山町・東山町交差点）
- 国道305号・石川県道4号小松鶴来線（小松市北浅井町・北浅井交差点、終点）

### 新道
- 国道159号（国道249号と重複 ／ 金沢東部環状道路）、石川県道27号金沢井波線（金沢市もりの里3丁目・鈴見交差点）
- 石川県道27号金沢井波線（金沢市もりの里1丁目・もりの里1丁目交差点）
- 石川県道45号金沢鶴来線（金沢市窪3丁目・窪3丁目交差点）
- 石川県道4号小松鶴来線（能美市三ツ口町・三ツ口交差点）

### 沿線にある施設など
- 金沢赤十字病院
- イオンもりの里ショッピングセンター
- 野田山墓地
- 金沢国際ホテル
- 四十万駅
- イオン野々市南店（旧称・ジャスコ野々市南店）
- 青竜第二幼稚園
- 石川県軽費老人ホーム 百々鶴荘
- NECソリューションイノベータ北陸支社
- 北陸鉄道南部支所
- みずほ台（新興住宅地）
- 生活協同組合コープいしかわ 本部
- 白山市立北辰中学校
- 総合文化会館クレイン
  - 白山市立鶴来図書館
- 舘畑公民館
- JA白山 舘畑支店
- サンクス・ホクリア 本社
- 松任グリーンパーク
- 松任先端技術団地
- 山島台ニュータウン
- 手取川
  - 川北大橋
- 能美市役所
- 辰口温泉
- 辰口丘陵公園
- いしかわ動物園
- 河田山古墳群
- 小松市立苗代小学校

## 加賀産業開発道路
白山市安養寺北交差点から終点の小松市八幡ICまでの区間は、加賀産業開発道路（加賀産業道路、略して「加賀産（かがさん）」）と呼ばれている。
加賀産業開発道路は、旧松任市（現 白山市松任地区）や旧辰口町（現 能美市辰口地区）、小松市北東部などの開発促進が目的で作られた。現在、沿線近くに北陸先端科学技術大学院大学（能美市）があるほか、沿線に松任先端技術団地（以上、白山市）、加賀東芝エレクトロニクス（能美市）、国府台工業団地（小松市）などが立地している。また、もりの里、田上、大桑、長坂台、山科、窪、光が丘、四十万など（以上、金沢市）、新庄（野々市市）、みずほ、山島台、藤の木など（以上、白山市）、辰口ハイタウン（緑が丘・松が岡）、和光台など（以上、能美市）、八里台、国府台など（以上、小松市）といった新興住宅地も多い。
かつては、起点である有松交差点から小松市八幡温泉交差点（立体交差化前）までの区間を加賀産業道路としていたが、山側環状の開通により、現在では安養寺北交差点より八幡温泉西交差点までの区間を加賀産業道路としている。なお、加賀産業道路は愛称であって正式名称ではないため、市販の道路地図などでは有松交差点から高尾台1丁目交差点の区間についても加賀産業道路の表記が残っているケースが見られる。